# Cojaéli (província)
Cojaéli ou Cocaeli (em turco: Kocaeli) é uma província e área metropolitana do noroeste da Turquia, situada na região de Mármara. Ao contrário do que é comum com as províncias turcas, o nome da capital — İzmit — não coincide com o da província, se bem que İzmit também seja conhecida como Cojaéli. Tem 3 397 km² de área e em dezembro de 2021 tinha 2 033 441 habitantes (densidade: 598,6 hab./km²).